# Peachy's
Peachy's（ピーチーズ）は、日本の3人組口パク音楽ユニット。

## 概要
フジテレビ系のバラエティ番組『〜ジョーデキ!POP COMPANY〜POP屋』で結成された。
メンバーは、南明奈（アッキーナ）、秋山莉奈（オシリーナ）、小阪由佳（コサカーナ）（現在は小阪有花）で構成される。総合プロデューサーのココリコ田中直樹いわく、ビジュアルは非常にいいが3人とも非常にオンチであまりにも下手なため、ビジュアルに非常に難があるが歌は非常にうまい森三中（森三中ーナ）（ムッチムチピーチーズでそれぞれオオシマーナ、クロサーワ、ムラカミーナ）が歌っている。森三中が歌声を担当していることは2008年8月26日に行われたお台場冒険王内のイベントで発表され、同時に共演も果たす。
「HEY!HEY!HEY! MUSIC CHAMP」出演時に司会のダウンタウンから「何がしたいのか分からない」とツッこまれる。また、松本人志から「自分らは歌っていないから、歌唱印税は入ってこないよ」と心配されるが、小阪は「うちの事務所は給料制なので大丈夫です」と返していた。同番組に出演していたEvery Little Thingの持田香織が歌を歌い、それをPeachy’sが歌う事もできると田中は発言している。

## メンバー
- 南明奈（アッキーナ）

歌声は大島美幸（オオシマーナ）が担当。
南は後に同局『クイズ!ヘキサゴンII』からのユニット・南明奈のスーパーマイルドセブンのリーダーとしてYOSHIMOTO R and CからCDをリリースした。また、本ユニットでデビュー以前にも、「とんちんかんちん一休さん（DVD付）（2007年7月11日）」でCDデビュー済みである。
- 秋山莉奈（オシリーナ）

歌声は村上知子（ムラカミーナ）が担当。
秋山はこれ以前に歌手としてCDをリリースしている。
- 小阪由佳（コサカーナ）（現在は小阪有花）

歌声は黒沢宗子（クロサーワ）が担当。
小阪は2006年にソロで歌手デビューしている。

## ディスコグラフィー

### シングル
- My Baby Boy（2008年8月6日、YOSHIMOTO R and C） 作詞・作曲：伊藤陽一郎
  - DVD付（「My Baby Boy」PV、オフショット収録）